# Carl von Rosen
Sophus Anthon Gottlieb Carl von Rosen (9. september 1819 i Segeberg – 7. december 1891 på Henriksholm) var en dansk departementschef, overpræsident og politiker, bror til Alfred og Sigismund von Rosen.
Han var første søn af amtmand, kammerherre Wilhelm von Rosen (1788-1853) og Sophie Marie født Decker (1799-1868). 1840 blev han student i Lübeck, studerede i Heidelberg 1840-42 og i Kiel 1842-44. Efter at han her var blevet juridisk kandidat 1844, blev han samme år amtssekretær i Segeberg Amt, 1845 auskultant i Finansdeputationen i København, 1848 ansat i Det slesvig-holstenske Kancelli, 1851 chef for sekretariatet i det slesvigske ministerium, 1852 tillige departementschef under samme ministerium. 1853 deltog han sammen med gehejmearkivaren i tilbageleveringen af de augustenborgske familiepapirer. 1854 blev han overpræsident i Flensborg og var det indtil 1864. Han blev kammerherre 1853, Kommandør af Dannebrogordenen 1867.
1867 blev han ejer af Henriksholm ved Vedbæk. Her var han fra 1869 sognerådsmedlem og medlem af bestyrelsen for Brandforsikringsselskabet Danmark, fra 1878 amtsrådsmedlem. I 1873-76 var han kongelig dansk kommissær ved udleveringen af Hertugdømmernes arkivsager. Fra 1876 indtil sin død, 7. december 1891, repræsenterede han Lyngbykredsen i Folketinget. Såvel i amtsrådet som i sognerådet øvede han stor indflydelse ved sin administrative dygtighed og grundige indsigt i alle kommunale anliggender, og skønt han kun sjældent tog ordet i Folketinget, var det dog også her almindelig erkendt, at han var en indsigtsfuld og støt personlighed.
Han ægtede i 1863 Marianne Elise Nicoline Catharina Ræder, datter af generalløjtnant Philip Ræder.